# Vanessa Voigt
Vanessa Voigt (Schmalkalden, 7 oktober 1997) is een Duits biatlete. Ze vertegenwoordigde haar land op de Olympische Winterspelen 2022 in Peking. Ze staat bekend voor haar precisie bij het schieten. 

## Carrière
Voigt maakte haar wereldbekerdebuut in het seizoen 2020/2021 waar ze 81e werd in het algemene klassement. 
In 2022 maakte ze haar debuut op de Olympische Winterspelen waar ze de bronzen medaille won ze samen met Vanessa Hinz, Franziska Preuß en Denise Herrmann als deel van de Duitse ploeg op de estafette. Individueel miste ze een medaille met een vierde plaats, ze werd ook vijfde in de gemengde estafette. Datzelfde jaar, op 11 maart 2022 haalde ze haar eerste podium in de wereldbeker in een individueel event, ze werd tweede in de 7,5 km sprint in Otepää. 
Tijdens de wereldkampioenschappen biatlon 2023 in Oberhof behaalde ze samen met Hanna Kebinger, Sophia Schneider en Denise Herrmann een zilveren medaille in de 4×6 km estafette. 

## Resultaten

### Olympische Winterspelen
| Jaar | Plaats | Onderdeel   | Onderdeel | Onderdeel     | Onderdeel  | Onderdeel | Onderdeel          |
| Jaar | Plaats | Individueel | Sprint    | Achtervolging | Massastart | Estafette | Gemengde estafette |
| ---- | ------ | ----------- | --------- | ------------- | ---------- | --------- | ------------------ |
| 2022 | Peking | 4e          | 18e       | 12e           | 18e        | ↑         | 5e                 |

### Wereldkampioenschappen
| Jaar | Plaats  | Onderdeel   | Onderdeel | Onderdeel     | Onderdeel  | Onderdeel | Onderdeel          | Onderdeel                 |
| Jaar | Plaats  | Individueel | Sprint    | Achtervolging | Massastart | Estafette | Gemengde estafette | Single gemengde estafette |
| ---- | ------- | ----------- | --------- | ------------- | ---------- | --------- | ------------------ | ------------------------- |
| 2023 | Oberhof | 19e         | 41e       | 46e           | 23e        | Zilver    | 6e                 | –                         |

### Wereldbeker
Eindklasseringen
| Seizoen   | Algemeen | Individueel | Sprint | Achtervolging | Massastart |
| --------- | -------- | ----------- | ------ | ------------- | ---------- |
| 2020/2021 | 81e      | –           | –      | 63e           | –          |
| 2021/2022 | 13e      | 23e         | 11e    | 12e           | 6e         |
| 2022/2023 | 12e      | 8e          | 19e    | 13e           | 8e         |